# Onellaba botydata
Onellaba botydata är en fjärilsart som beskrevs av Walker 1862. Onellaba botydata ingår i släktet Onellaba och familjen mätare. Inga underarter finns listade i Catalogue of Life.